# Hornstein-Ranking
Das Hornstein-Ranking ist ein Aggregator für Restaurant- und Hotelbewertungen. Das von Wolf von Hornstein begründete Ranking der besten gastronomischen Betriebe in Deutschland,  Österreich,  der Schweiz und Südtirol erschien erstmals 1981. Herausgeber ist Thomas Schreiner c/o Champagne Laurent-Perrier.

## Vertrieb
Das Hornstein-Ranking ist kostenlos im Internet abrufbar. Eine gedruckte Version ist gegen eine Schutzgebühr von derzeit 5 Euro zzgl. Versandkosten beim Herausgeber erhältlich.

## Bewertungssystem
Als Grundlage für das Ranking dienten für die Ausgabe 2019 die Bewertungen der Restaurant- und Hotelführer
- A la Carte (nur Österreich),
- Der Feinschmecker (Die 500 besten Restaurants in Deutschland 2018/19 und Die besten Restaurants für jeden Tag 2018/19),
- Der Große Guide 2019,
- Der Varta-Führer 2019,
- Gault-Millau (Gault&Millau Restaurantguide Deutschland 2019, Gault&Millau Österreich 2019 und Gault&Millau Schweiz 2019),
- Guide Michelin (Guide Michelin Deutschland 2019, La Guida Michelin Italia 2019 und Le Guide Michelin Suisse/Schweiz/Svizzera 2019),
- Schlemmer Atlas 2019 und Schlummer Atlas 2019,
- Gusto (Stand: Januar 2019).

Die Liste ist ein unkommentierter, rechnerischer Querschnitt durch die Restaurant- bzw. Hotelbewertungen. Sie werden entsprechend ihren Bewertungskriterien erfasst und nach einem 100-Punktesystem aufgeschlüsselt. Dabei wird die Bewertung des Guide Michelin in jedem Fall berücksichtigt. Die jeweils schlechteste Bewertung aller übrigen Führer wird gestrichen.
Für Restaurants werden eine, zwei oder drei Kronen vergeben. Restaurants mit
- 95–100 Punkten bekommen drei Kronen,
- 90–94,9 Punkten bekommen zwei Kronen,
- unter 90 Punkten bekommen eine Krone.

Für Hotels werden keine differenzierten Bewertungen angegeben. Die von den Führern am besten bewerteten Betriebe werden stattdessen, nach Orten sortiert, in alphabetischer Reihenfolge aufgelistet. Es gibt eine Liste der 85 am besten bewerteten Hotels in Deutschland sowie eine Liste von 60 „ausgewählten“ Wellnesshotels in Deutschland, Österreich, der Schweiz und Südtirol.

## Bewertungen

### Deutschland
Für Deutschland  wurden 2019 die 150 am besten bewerteten Restaurants gelistet, darunter 12 Restaurants mit drei Kronen.

### Österreich
Für Österreich wurden 2019 die 50 am besten bewerteten Restaurants gelistet, darunter 14 Restaurants mit drei Kronen.

### Schweiz
Für die Schweiz wurden 2019 die 50 am besten bewerteten Restaurants gelistet, darunter 3 Restaurants mit drei Kronen.

### Südtirol
Für Südtirol wurden 2019 die 20 am besten bewerteten Restaurants gelistet, darunter 2 Restaurants mit drei Kronen.